# Chaetocnema confinis
Chaetocnema confinis är en skalbaggsart som beskrevs av George Robert Crotch 1873. Chaetocnema confinis ingår i släktet Chaetocnema och familjen bladbaggar. Inga underarter finns listade i Catalogue of Life.